# Babba Lisa
Barbara Elisabet ”Babba Lisa” Ersdotter,  född 24 mars 1833 i Ytterrissjö i Åsele, död 28 november 1913 i Lajksjö i Dorotea, var en svensk spelman på fiol.

## Biografi
Babba Lisa var dotter till Erik Jonsson (f. 1792 i Lajksjö) och Anna Hansdotter (f. 1802 i Ytterrissjö). ”Babba” är ett äldre norrländskt smeknamn för Barbara eller Barbro. Hennes farfar Jon Mattsson var en välkänd smed i Lajksjö, ”Storsme’n” kallad, och Babba Lisa var själv, utöver sitt fiolspel, kunnig inom både smide och slakt. I svensk folkmusikhistoria finns relativt få nedtecknade och namngivna kvinnliga spelmän, och Babba Lisa är ett undantag.
Hon gifte sig med sin kusins son Mikael Olofsson från Lajksjö. Där bosatte de sig, skötte jordbruk och fick nio barn. Babba Lisa spelade fiol på bröllop och danstillställningar, och turnerade även som fiolspelman. Det finns relativt få uppteckningar av folkmusik från Lappland, men flera av Babba Lisas låtar har bevarats genom riksspelman Sören Johansson, vars styvfar Alf Persson var barnbarn till Babba Lisa.
Hennes mest kända låt Hyfs’n är en polkavariant som är vanlig låt för nybörjare på fiol, och även är känd utanför Sverige. Efter henne finns även Jon Kerstorps brudmarsch och Pappas låt’n. Efter att en gång ha spelat på ett bröllop omskrevs hennes spel i tidningen, varefter hon slutade spela.